# Michał Daszek
Michał Daszek, né le 27 juin 1992 à Tczew, est un handballeur international polonais, évoluant au poste d'arrière ou d'ailier droit au Wisła Płock.

## Palmarès

### En équipe nationale
- médaillé de bronze au championnat du monde 2015
- 7e place au championnat d'Europe 2016
- 4e place aux Jeux olympiques de 2016
- 17e place au championnat du monde 2017
- 13e place au championnat du monde 2021
- 12e place au championnat d'Europe 2022

### En club
- Deuxième du Championnat de Pologne en 2015, 2016, 2017, 2018, 2019, 2020, 2021
- Finaliste de la Coupe de Pologne en 2015, 2016, 2017, 2019

## Galerie

Michał Daszek en action, le 27 septembre 2015
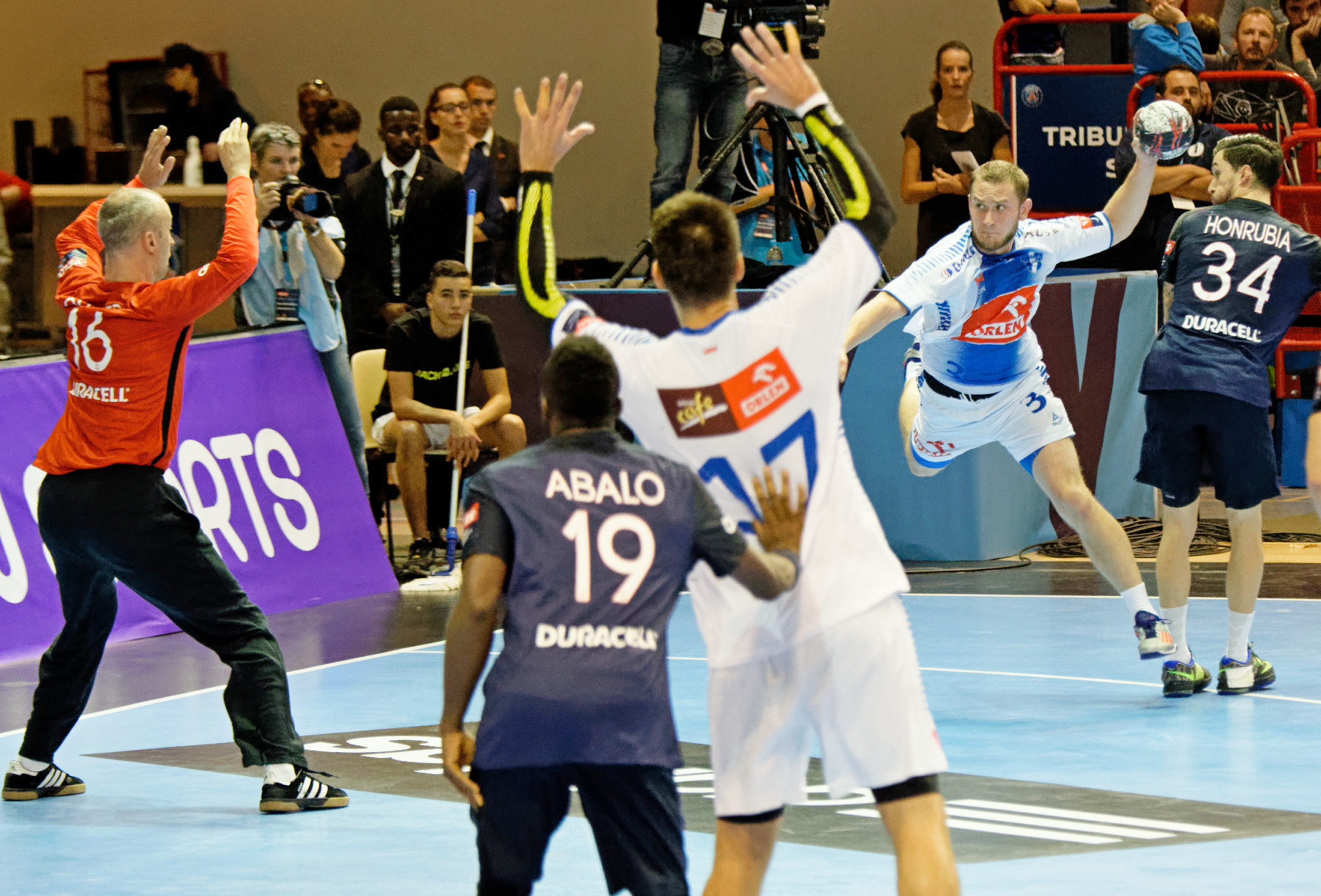
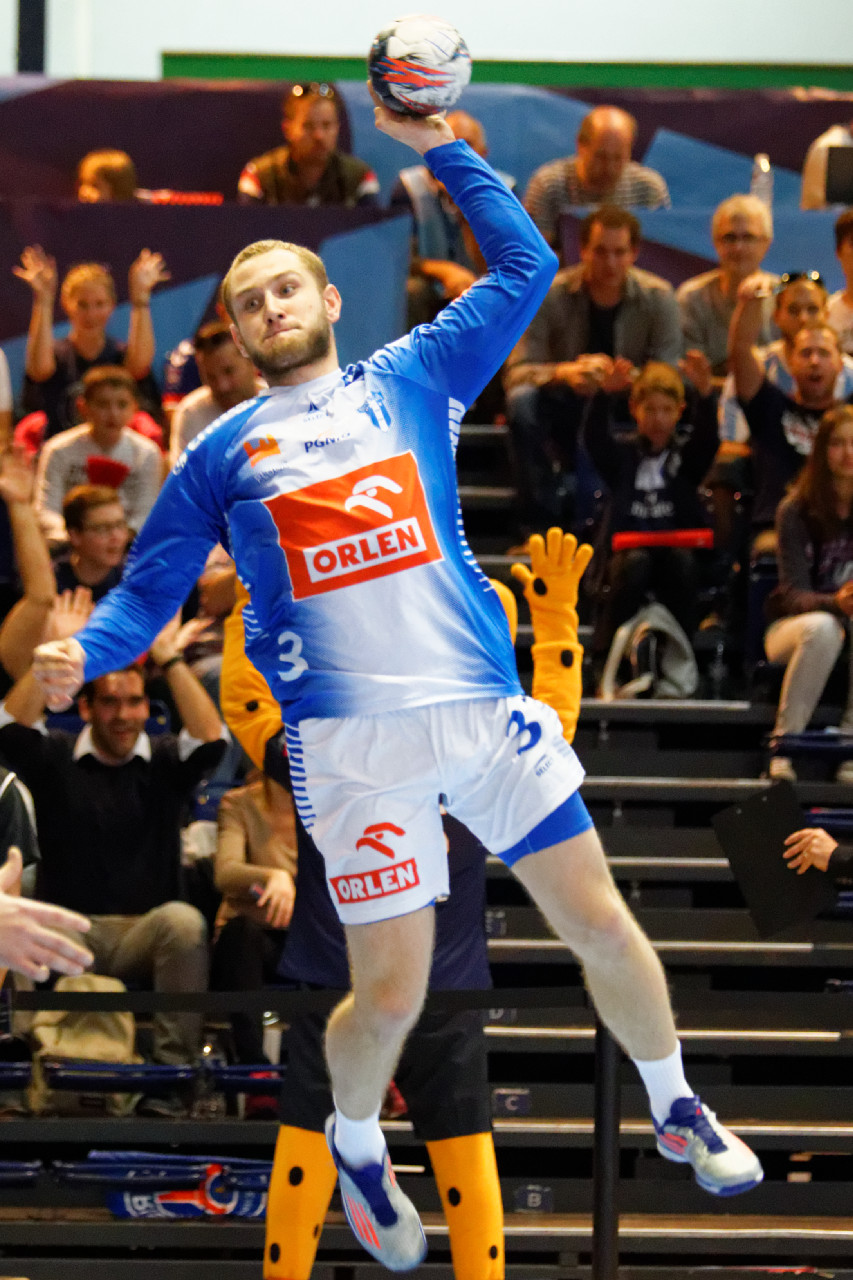